# Francis Llacer
Francis Llacer (Lagny-sur-Marne, 9 settembre 1971) è un ex calciatore francese, di ruolo difensore.

## Palmarès

### Competizioni nazionali
- Campionato francese: 1

Paris SG: 1993-1994
- Coppa di Francia: 3

Paris SG: 1992-1993, 1994-1995, 1997-1998
- Coppa di Lega francese: 2

Paris SG: 1994-1995
Strasburgo: 1996-1997
- Supercoppa francese: 2

Paris SG: 1995, 1998

### Competizioni internazionali
- Coppa delle Coppe: 1

Paris SG: 1995-1996
- Coppa Intertoto UEFA: 1

Paris SG: 2001